# Millennium (álbum de Backstreet Boys)
Millennium es el tercer álbum de estudio de la boy band estadounidense Backstreet Boys, publicado el 18 de mayo de 1999 por el sello discográfico Jive Records. Rompió varios récords y es uno de los álbumes más vendidos de la historia, con más de 30 millones de copias en todo el mundo, es su disco más exitoso hasta la fecha. En los Estados Unidos, tiene el récord de recaudación en un año, con 11 millones en el año 1999. Fue nominado a cinco premios Grammy y consiguió cuatro top 40, incluyendo el sencillo «I Want It That Way». 
Millennium estableció un récord de más discos vendidos en su primera semana en los Estados Unidos, con 1.2 millones de copias en una semana. Millennium ha vendido 30 millones de copias en todo el mundo, uno de los más vendidos de todos los tiempos.

## Antecedentes
Tras el lanzamiento de sus álbumes de 1997, Backstreet's Back y Backstreet Boys, que vendieron un total de 27 millones de copias en todo el mundo, los Backstreet Boys se enfrentaron a la crítica, acusándolos de ser efímeros y a la idea errónea de que ganaban mucho dinero. Entre 1997 y 1998, la banda demandó a su mánager, Lou Pearlman, alegando que solo habían recibido 300.000 dólares por grabaciones y giras, mientras que él se quedaba con más de 10 millones. Pearlman afirmó ser el "sexto Backstreet Boy" y les reveló que era el manager de la banda rival NSYNC, que vendió más de 6 millones de copias de *N Sync, afirmando que "es un negocio". El 18 de septiembre de 1998, la banda dejó su compañía de representación Wright Stuff, que anteriormente estaba asociada con la compañía discográfica de Pearlman, Trans Continental Records.
Durante el mismo período, la banda también afrontó tragedias personales. Kevin Richardson sufrió dos muertes familiares, Brian Littrell necesitó someterse a una cirugía a corazón abierto, Howie Dorough perdió a su hermana por lupus, y el productor de la banda, Denniz Pop, fallecieron de cáncer de estómago. El álbum se tituló inicialmente "Larger Than Life", que Dorough describió como "casi una canción de agradecimiento por todo lo que han hecho", ya que siempre apoyaron a la banda.

## Éxito del álbum
Precedido por el éxito mundial "I Want It That Way", la anticipación de Millennium fue alta. El 18 de mayo de 1999, el día del lanzamiento del álbum, los Backstreet Boys tuvieron una aparición muy publicitada en Total Request Live de MTV. Más de 5000 admiradores se acercaron a ver al grupo, llevando a la policía a cerrar Times Square, en donde era emitido TRL.
Millennium estuvo 10 semanas no consecutivas en el número uno del Billboard 200. Vendió 1 134 000 copias en su primera semana de lanzamiento, rompiendo el récord anterior de Nielsen SoundScan, en poder de Garth Brooks por el récord de ventas en su primera semana. Millennium vendió casi 500 000 copias en los EE. UU. en su primer día solamente, estableciendo un récord de ventas superado en 2000 por Britney Spears con Oops!... I Did It Again y luego de nuevo por NSYNC con No Strings Attached.
Millennium se convirtió en el álbum más vendido de 1999, con 9 445 732 copias. Millennium permaneció en Billboard durante 93 semanas, eventualmente por la venta de más de 12 millones de copias en los Estados Unidos, fue certificado con 13 discos de platino. En febrero de 2003, se informó que era el cuarto más vendido en BMG Music Club con ventas de 1.59 millones. A finales de diciembre de 2008, el álbum se presentó como el cuarto mejor álbum más vendido en los EE. UU. de la era SoundScan, con 12 104 000 de unidades vendidas. En Canadá, el álbum es el séptimo álbum más vendido desde 1995 en el SoundScan Canadiense, se registraban ventas hasta finales de diciembre de 2007.
Millennium dominó las listas de éxitos mundiales, siendo número uno en Alemania, Austria, Bélgica, Canadá, Corea, Dinamarca, España, Filipinas, Grecia, Holanda, Hong Kong, India, Indonesia, Islandia, Italia, Malasia, México, Nueva Zelanda, Noruega, Portugal, Singapur, Suecia, Suiza, Taiwán y Tailandia.
Millennium obtuvo cinco nominaciones a los Premios Grammy de 2000, incluyendo "Álbum del Año". También el sencillo "I Want It That Way" alcanzó el número tres en «100 Greatest Songs of the 90's» de VH1.

## Promoción
Todas las versiones del álbum debut de Britney Spears, ...Baby One More Time, lanzadas antes de Millennium, contenían adelantos de tres canciones como pistas ocultas, colocadas al final del álbum contra la voluntad de Spears. La banda apareció en Saturday Night Live y Total Request Live durante la fecha de lanzamiento del álbum, y filmó un especial de concierto de Disney Channel llamado Backstreet Boys in Concert el mismo día.

### Sencillos
Se lanzaron cuatro sencillos del álbum:
- "I Want It That Way" es el sencillo principal del álbum, lanzado el 12 de abril de 1999. Es una de las canciones de mayor éxito comercial de los Backstreet Boys y a menudo se considera la canción insignia del grupo.
- "Larger than Life" es el segundo sencillo, lanzado el 7 de septiembre de 1999.[15]
- "Show Me the Meaning of Being Lonely" es el tercer sencillo, lanzado el 14 de diciembre de 1999.[16] Alcanzó el puesto número seis en la lista Billboard Hot 100 durante la semana del 18 de marzo de 2000.
- "The One" es el cuarto y último sencillo del álbum, lanzado el 1 de mayo de 2000.[17] "Don't Want You Back" iba a ser originalmente el cuarto sencillo, según una votación de los fans de TRL. Sin embargo, cuando Nick Carter llamó para votar por "The One", los fans lo siguieron.[18]

## Crítica
En AllMusic, Stephen Thomas Erlewine escribió que «Millennium no pretende ser otra cosa que un álbum para el momento, ofreciendo más de todo lo que hizo de Backstreet's Back un éxito de ventas».  Robert Christgau otorgó a Millennium una mención honorífica de dos estrellas, afirmando que el álbum «suaviza un poco el tono para atraer a un público más joven y lo hace un poco más sexy para su propia tranquilidad», elogiando específicamente «I Want It That Way» y «Larger than Life».  Jim Farber, de Entertainment Weekly, le dio al álbum una B−, afirmando que han asumido riesgos en sus letras, ya que «los adolescentes normalmente no pueden reconocer su poder romántico. Tienen que seguir siendo los que anhelan para sellar las fantasías gemelas de pureza y accesibilidad».
Arion Berger, de Rolling Stone, comentó que el álbum era «prefabricado, demasiado bonito, sospechosamente bien coreografiado», criticando la voz forzada de Nick Carter en «I Need You Tonight» y calificando «It's Gotta Be You» como una repetición de su sencillo de 1997 Everybody (Backstreet's Back) y describiendo The Perfect Fan como insípida. Sin embargo, elogió Show Me the Meaning of Being Lonely, describiéndola como «una canción que te clava sus garras melódicas en el cráneo desde la primera escucha [...] es la mezcla más embriagadora de los timbres de los cinco vocalistas hasta la fecha, y además es muy bonita».  En un artículo para Spin, Joshua Clover criticó la canción inicial Larger than Life, afirmando que «baila con destreza y se rebela con tontería [...] pero aspira a la fama como si fuera pegamento», mientras que elogió otras canciones uptempo como I Want It That Way, «Don't Want You Back», «It's Gotta Be You» y «Spanish Eyes».  Concluyó afirmando que, aunque «la banda sonora del cambio de calendario» no es la canción «Millennium» (1998) de Robbie Williams, «supera a Anthem for the Year 2000 de Silverchair». (1999), comparando al grupo más con Alanis Morissette que con NSYNC.

## Rendimiento comercial
Millennium debutó en el número uno del Billboard 200, donde permaneció durante 10 semanas no consecutivas. Vendió 1.134.000 copias en su primera semana de lanzamiento, rompiendo el récord anterior de Nielsen SoundScan en poder de Garth Brooks para ventas récord en una sola semana. Este récord fue superado posteriormente en 2000 por NSYNC con el lanzamiento de No Strings Attached. Millennium vendió casi 500.000 copias en los EE. UU. solo en su primer día, estableciendo un récord de ventas para el primer día, y se convirtió en el álbum más vendido de 1999, con 9.445.732 ventas. Permaneció en la lista Billboard durante 93 semanas, vendiendo más de 13 millones de copias en Estados Unidos y siendo certificado 13 veces platino.
A partir de 2023, el álbum se sitúa como el sexto álbum más vendido en los Estados Unidos de la era SoundScan con 12,3 millones de unidades vendidas. En 2003 también se informó que era el cuarto álbum más vendido de Music Club en el En Estados Unidos en los últimos 14 años con ventas de 1,59 millones, aunque estas ventas no están incluidas en el total de SoundScan. En Canadá, Millennium fue el séptimo álbum más vendido desde 1995 en la era de ventas canadiense de SoundScan hasta finales de diciembre de 2007, mientras que en Japón, las ventas alcanzaron el millón según Billboard. En 2015, Millennium se convirtió en uno de los álbumes más vendidos de todos los tiempos, con 24 millones de copias vendidas en todo el mundo.
El álbum encabezó la Lista de Álbumes Europeos durante cuatro semanas consecutivas.

## Lista de canciones
- Edición estándar

| Millenium standard Edition |                                                                       |                                             |          |  |
| N.º                        | Título                                                                | Escritor(es)                                | Duración |  |
| 1.                         | «Larger than Life»                                                    | Max Martin, Kristian Lundin, Brian Littrell | 3:52     |  |
| 2.                         | «I Want It That Way»                                                  | Martin, Andreas Carlsson                    | 3:33     |  |
| 3.                         | «Show Me the Meaning of Being Lonely»                                 | Martin, Herbert Crichlow                    | 3:55     |  |
| 4.                         | «It's Gotta Be You»                                                   | Martin, Robert John "Mutt" Lange            | 2:56     |  |
| 5.                         | «I Need You Tonight»                                                  | Andrew Fromm                                | 4:23     |  |
| 6.                         | «Don't Want You Back»                                                 | Martin                                      | 3:25     |  |
| 7.                         | «Don't Wanna Lose You Now»                                            | Martin                                      | 3:54     |  |
| 8.                         | «The One»                                                             | Martin, Littrell                            | 3:46     |  |
| 9.                         | «Back to Your Heart»                                                  | Gary Baker, Jason Blume, Kevin Richardson   | 4:21     |  |
| 10.                        | «Spanish Eyes»                                                        | Fromm, Sandy Linzer                         | 3:53     |  |
| 11.                        | «No One Else Comes Close»                                             | Gary Baker, Wayne Perry, Joe Thomas         | 3:42     |  |
| 12.                        | «The Perfect Fan»                                                     | Littrell, Thomas Smith                      | 4:13     |  |
| 13.                        | «I'll Be There for You» (Bonus Track Asiático, Japonés y Australiano) | Gary Baker, Timmy Allen, Wayne Perry        | 4:35     |  |
| 14.                        | «You Wrote the Book on Love» (Bonus Track Australiano)                |                                             | 4:38     |  |
| 46:00                      |                                                                       |                                             |          |  |

| Australia/Japan bonus tracks |                              |                     |          |  |
| N.º                          | Título                       | Producer(s)         | Duración |  |
| 13.                          | «I'll Be There for You»      | Timmy Allen         | 4:37     |  |
| 14.                          | «You Wrote the Book On Love» | “Fitz” Gerald Scott | 4:38     |  |

| Millennium 2.0: bonus CD |                                                                        |             |          |  |
| N.º                      | Título                                                                 | Producer(s) | Duración |  |
| 1.                       | «Hey»                                                                  | Ade         | 3:26     |  |
| 2.                       | «I'll Be There for You»                                                | Allen       | 4:33     |  |
| 3.                       | «You Wrote the Book on Love»                                           | Scott       | 4:38     |  |
| 4.                       | «If You Knew What I Knew»                                              | Chapin      | 4:13     |  |
| 5.                       | «My Heart Stays with You»                                              | Full Force  | 3:37     |  |
| 6.                       | «I Want It That Way» (alternate lyrics)                                | Martin      | 3:34     |  |
| 7.                       | «The Perfect Fan» (demo)                                               | Littrell    | 4:36     |  |
| 8.                       | «Larger Than Life» (live at the Conseco Fieldhouse)                    |             | 3:57     |  |
| 9.                       | «Don't Wanna Lose You Now» (live at the Conseco Fieldhouse)            |             | 3:50     |  |
| 10.                      | «I Want It That Way» (live at the Conseco Fieldhouse)                  |             | 4:13     |  |
| 11.                      | «Don't Want You Back» (live at the Conseco Fieldhouse)                 |             | 3:46     |  |
| 12.                      | «The One» (live at the Conseco Fieldhouse)                             |             | 4:01     |  |
| 13.                      | «Show Me the Meaning of Being Lonely» (live at the Conseco Fieldhouse) |             | 5:45     |  |
| 1:44:00                  |                                                                        |             |          |  |

## Posicionamiento
| País           | Listas                   | Posición más alta | Certificación     | Ventas     |
| -------------- | ------------------------ | ----------------- | ----------------- | ---------- |
| Alemania       | German Albums Chart      | 1                 | 3x Oro            | 750,000+   |
| Argentina      | Argentinian Albums Chart | 1                 | 3x Platino        | 180,000    |
| Australia      | Australian Albums Chart  | 2                 | 3x Platino        | 1,810,000  |
| Austria        | Austrian Singles Chart   | 1                 | Platino           | 90,000     |
| Brasil         | Brazilian Albums Chart   | 1                 | 2x Platino        | 700,000    |
| Canadá         | Canadian Albums Chart    | 1                 | 3x Diamante       | 3,000,000  |
| Estados Unidos | Billboard 200            | 1                 | 13x Platino       | 13,800,000 |
| Europa         | European Albums Chart    | 1                 | 3x Platino (1999) | 10,700,000 |
| Finlandia      | Finnish Albums Chart     | 1                 |                   | 345,000    |
| Francia        | French Albums Chart      | 8                 |                   | 538,000    |
| Holanda        | Dutch Albums Chart       | 1                 |                   |            |
| México         | Mexican Albums Chart     | 1                 | 5x Platino        | 1,850,000  |
| Noruega        | Norwegian Albums Chart   | 1                 |                   | 600,000    |
| Polonia        | Polish Albums Chart      | 1                 | Oro               | 200,000    |
| Reino Unido    | British Albums Chart     | 2                 | 2x Platinum       | 2,300,000  |
| Suiza          | Swiss Albums Chart       | 1                 |                   | 90,000     |